# Бальцерович, Лешек
Ле́шек Генрик Бальцеро́вич (пол. Leszek Henryk Balcerowicz; род. 19 января 1947, Липно) — польский экономист и политик, представитель монетаризма.
Вице-премьер и министр финансов в правительствах Мазовецкого (1989—1991), Белецкого (1991) и Бузека (1997—2000). Председатель Национального банка Польши (2001—2007).
Организатор и идейный вдохновитель польских экономических реформ (так называемой «шоковой терапии» или «план Бальцеровича») — ускоренного перехода страны с плановой экономикой в страну с рыночным хозяйством. В настоящее время профессор Варшавской школы экономики.

## Биография
В 1970 году с отличием окончил факультет внешней торговли Главной школы планирования и статистики в Варшаве (ныне Варшавская школа экономики). Работал там же научным сотрудником и преподавателем. В 1969 году вступил в правящую Польскую объединённую рабочую партию (ПОРП). В 1972—1974 годах обучался в Университете Св. Иоанна в Нью-Йорке (США). В 1975 году защитил докторскую диссертацию в Главной школе планирования и статистики в Варшаве. В 1978-80 гг. работал в Институте фундаментальных проблем марксизма-ленинизма в Варшаве.
В 1978—1981 годах возглавлял группу ученых, разрабатывавшую альтернативный проект экономических реформ в Польше. Стал членом польских социологического и экономического обществ. Постоянно участвовал в научных конференциях в ФРГ, Великобритании, Швеции, Индии, Венгрии и других странах. В 1980—1981 годах — консультант профсоюзного объединения «Солидарность». В 1981 году вышел из состава Польской объединённой рабочей партии (ПОРП). В феврале — апреле 1989 года участвовал в конференции «круглого стола» между ПОРП и оппозицией. Был координатором деятельности Европейской экономической ассоциации в Польше.

### Автор реформы. «План Бальцеровича»
В августе 1989 года Лех Валенса после долгих поисков подходящей кандидатуры предложил Бальцеровичу войти в первое правительство «Солидарности» и возглавить экономические реформы в Польше.
12 сентября 1989 года Бальцерович занял пост вице-премьера и министра финансов в правительстве Тадеуша Мазовецкого. Он также возглавил Экономический комитет при Совете Министров Польши. Бальцерович предложил свой план скорейшего перехода от плановой государственной экономики, оставшейся в наследство от Польской Народной Республики, к рыночным отношениям и главенству частной собственности. Предлагавшийся комплекс реформ получил название «План Бальцеровича», но часто именовался «шоковой терапией».
«План Бальцеровича» предполагал строгое ограничение инфляции, приведение к равновесию в течение года государственного бюджета, товарного и денежного рынков, перевод всех сфер экономики на рыночные начала. Для этого повышались розничные цены, сокращались бюджетные дотации, ограничивались денежные доходы, а для предприятий вводилась частичная внутренняя обратимость злотого и устанавливался его единый курс.
Несмотря на успех реформы, её социальные последствия уже в первый год начали вызывать недовольство и противоречивые оценки. Бальцерович сохранил свой пост в кабинете Яна Кшиштофа Белецкого, но в декабре 1991 года правительство Яна Ольшевского было сформировано уже без его участия.

### Признание реформ
После ухода из правительства Бальцерович работал приглашенным научным сотрудником Университета Брауна и Центра анализа европейской политики в Вашингтоне (США). В том же году был избран профессором Варшавской школы экономики. В качестве советника принимал участие в экономических реформах в России и других странах СЭВ. В апреле 1994 года вместе с Тадеушем Мазовецким, Брониславом Геремеком, Ханной Сухоцкой и Яном Белецким основал центристскую политическую партию «Уния Свободы» и был избран её председателем. В 1997 году партия заняла на выборах третье место, набрав 13 % голосов и вошла в правящую коалицию. 31 октября 1997 года Бальцерович занял пост заместителя премьер-министра и министра финансов в правительстве Ежи Бузека.
8 июня 2000 года, видя скорый развал правящей коалиции, Бальцерович ушёл в отставку. Президент Александр Квасьневский вскоре назначил его председателем Национального банка, и Сейм утвердил его кандидатуру голосами «Солидарности» и «Унии Свободы». Он был Председателем Национального банка Польши с 10 января 2001 года по 10 января 2007 года. В связи с назначением Бальцерович покинул пост председателя партии «Уния Свободы». В 2000—2002 годах Бальцерович был также советником Президента Грузии Эдуарда Шеварднадзе по экономическим вопросам.
В 2003 году в Цюрихе Лешек Бальцерович был избран членом престижной Группы авторитетов Международного института финансов.
11 ноября 2005 года Президент Польши Александр Квасьневский вручил Бальцеровичу высшую награду страны — Орден Белого орла — и отметил, что без Бальцеровича путь Польши в Европейский союз был бы более долгим, если бы вообще состоялся.
В июле 2007 года аналитический центр European Enterprise Institute (Брюссель) присвоил Бальцеровичу титул «самого крупного реформатора в странах Евросоюза».
В июне 2008 года занял пост председателя Совета некоммерческой исследовательской организации Брейгель.
В октябре 2008 года Лешек Бальцерович стал одним из 8 членов Европейской экспертной группы по разработке рекомендаций по предотвращению последствий мирового финансового кризиса в странах Евросоюза во главе с директором-распорядителем МВФ в 1978—1987 Жаком де Ларозьером.

### На Украине
В марте 2016 года Лешек Бальцерович стал координатором Международного консультативного совета при президенте Украины Петре Порошенко.
22 апреля 2016 года Президент Украины Петр Порошенко назначил Бальцеровича своим представителем в Кабинете Министров Украины. Кроме того, Бальцерович назначен советником Президента и сопредседателем группы международных советников по поддержке реформ на Украине (совместно с бывшим заместителем премьер-министра Словакии Иваном Миклошем).
27 июля 2017 года Лешек Бальцерович решил не продлевать свой контракт как руководитель Стратегической группы советников по поддержке реформ на Украине и прекратил работу на Украине.
Старший советник Канадско-украинской торговой палаты (CUCC).

### Личная жизнь
Женат с 1977 года, трое детей.

## Почётный доктор
Лешек Бальцерович является почётным доктором целого ряда высших учебных заведений.
- 1993 — Университет Экс-ан-Прованса (Франция)[12]
- 1994 — Университет Сассекса (Великобритания)[12]
- 1996 — Университет Де Поля (США)[12]
- 1998:
  - Щецинский университет (Польша)[12]
  - Университет Николая Коперника (Торунь, Польша)[12]
  - Стаффордширский университет[англ.] (Великобритания)[12]
  - Абертейский университет (Великобритания)[12][13]
- 1999 — Экономический университет в Братиславе (Словакия)[12]
- 2001 — Европейский университет Виадрина (Германия)[14]
- 2002:
  - Тихоокеанский университет[англ.] (Перу)[14]
  - Ясский университет (Румыния)[15]
- 2004 — Университет Дуйсбурга[англ.] (Германия)[14]
- 2006:
  - Экономический университет в Катовице (Польша)[15]
  - Государственный экономический университет в Познани (Польша)[16]
  - Вроцлавский экономический университет (Польша)[17]
  - Гданьский университет (Польша)[18]
- 2007 — Варшавская школа экономики (Польша)[19]
- 2008:
  - Варшавский университет (Польша)[20]
  - Университет Нового Южного Уэльса (Австралия)[21]
- 2009 — Университет Бабеш-Бойяи (Румыния)[22]
- 2011 — Университет Центрального Коннектикута (США)[23]
- 2015 — Университет Франсиско Маррокина[англ.] (Гватемала)[24]

## Цитаты
LB.ua: Вы критикуете социализм. Но в Украине часто говорят о «шведском социализме»…

Бальцерович: Это абсурд. Социализм — это монополия государства на собственность. Капитализм — это частная собственность. Вот отличие.

LB.ua: Хорошо, не социализм, но социальное государство. Люди платят высокие налоги и получают хороший сервис.

Бальцерович: В бедной стране, как Украина, это невозможно. Большие госрасходы в бедной стране означают, что эта страна всегда будет бедной.— «LB.ua», 06.02.2015

## Сочинения (на русском языке)
- Бальцерович Л. Социализм, капитализм, трансформация: очерки на рубеже эпох — М.: Наука: УРАО, 1999. — 352 с.
- Бальцерович Л. Навстречу ограниченному государству — М.: Новое издательство, 2007
- Загадки экономического роста. Движущие силы и кризисы — сравнительный анализ / Научные редакторы Л. Бальцерович и А. Жоньца. М.: Мысль, 2012. — 512 с.
- Кто виноват — рынок или политика? Экономический рост после социализма. — Либеральная Миссия, 2014. — 24 с.